# Johanna Elisabeth Döbricht
Johanna Elisabeth Döbricht, ibland omtalad med hennes gifta namn Johanna Elisabeth Hesse, född 16 september 1692, död 23 februari 1786, var en tysk sopran verksam under första hälften av 1700-talet i konserter och operor. Ansett av sina samtida som den bästa tyska kvinnliga sångerskan i sin tid, kallades hon för "Die Döbrichtin" av sina beundrare. Kompositören Johann Joachim Quantz skrev att hon hade ett "vackert, välljudande högregister". 
Hon var dotter till en musiker i Altenburg, syster till operasångerskan Simonettin och operasångaren Ludwig Döbricht, och gift 1711 med Ernst Christian Hesse. Hon var först engagerad vid Hamburgoperan och därefter vid Leipzigs operateater med sina syskon. Hon fick stor framgång i ett Tyskland där italienska sångare tidigare hade dominerat och fick det då stora erkännandet av att vara i nivå med italienska kollegor som Tesi och Durastani, och Telemann uppgav att hon var allmänt populär. 